# Municipio de Cabanal
El municipio de Cabanal (en inglés: Cabanal Township) es un municipio ubicado en el condado de Carroll en el estado estadounidense de Arkansas. En el año 2010 tenía una población de 381 habitantes y una densidad poblacional de 6,4 personas por km².

## Geografía
El municipio de Cabanal se encuentra ubicado en las coordenadas 36°17′56″N 93°31′36″O / 36.29889, -93.52667. Según la Oficina del Censo de los Estados Unidos, el municipio tiene una superficie total de 59.52 km², de la cual 59,48 km² corresponden a tierra firme y (0,06 %) 0,03 km² es agua.

## Demografía
Según el censo de 2010, había 381 personas residiendo en el municipio de Cabanal. La densidad de población era de 6,4 hab./km². De los 381 habitantes, el municipio de Cabanal estaba compuesto por el 98,43 % blancos, el 0,79 % eran amerindios, el 0,26 % eran de otras razas y el 0,52 % eran de una mezcla de razas. Del total de la población el 3,94 % eran hispanos o latinos de cualquier raza.